# Loffre
Loffre és un municipi francès, situat a la regió dels Alts de França, al departament del Nord. L'any 2006 tenia 758 habitants. Limita al nord amb Montigny-en-Ostrevent, a l'est amb Masny, al sud amb Lewarde, a l'oest amb Guesnain i al nord-oest amb Sin-le-Noble.

## Demografia
| 1962                                       | 1968 | 1975 | 1982 | 1990 | 1999 | 2006 |
| ------------------------------------------ | ---- | ---- | ---- | ---- | ---- | ---- |
| 357                                        | 388  | 511  | 611  | 702  | 726  | 760  |
| Des de 1962: població sense dobles comptes |      |      |      |      |      |      |

## Administració
| Període | Identitat    | Partit |
| ------- | ------------ | ------ |
| 2001-   | Yves Brillon |        |